# Prosopocera holobrunnea
Prosopocera holobrunnea là một loài bọ cánh cứng trong họ Cerambycidae.